# Bogen vor dem Red Lion Hotel

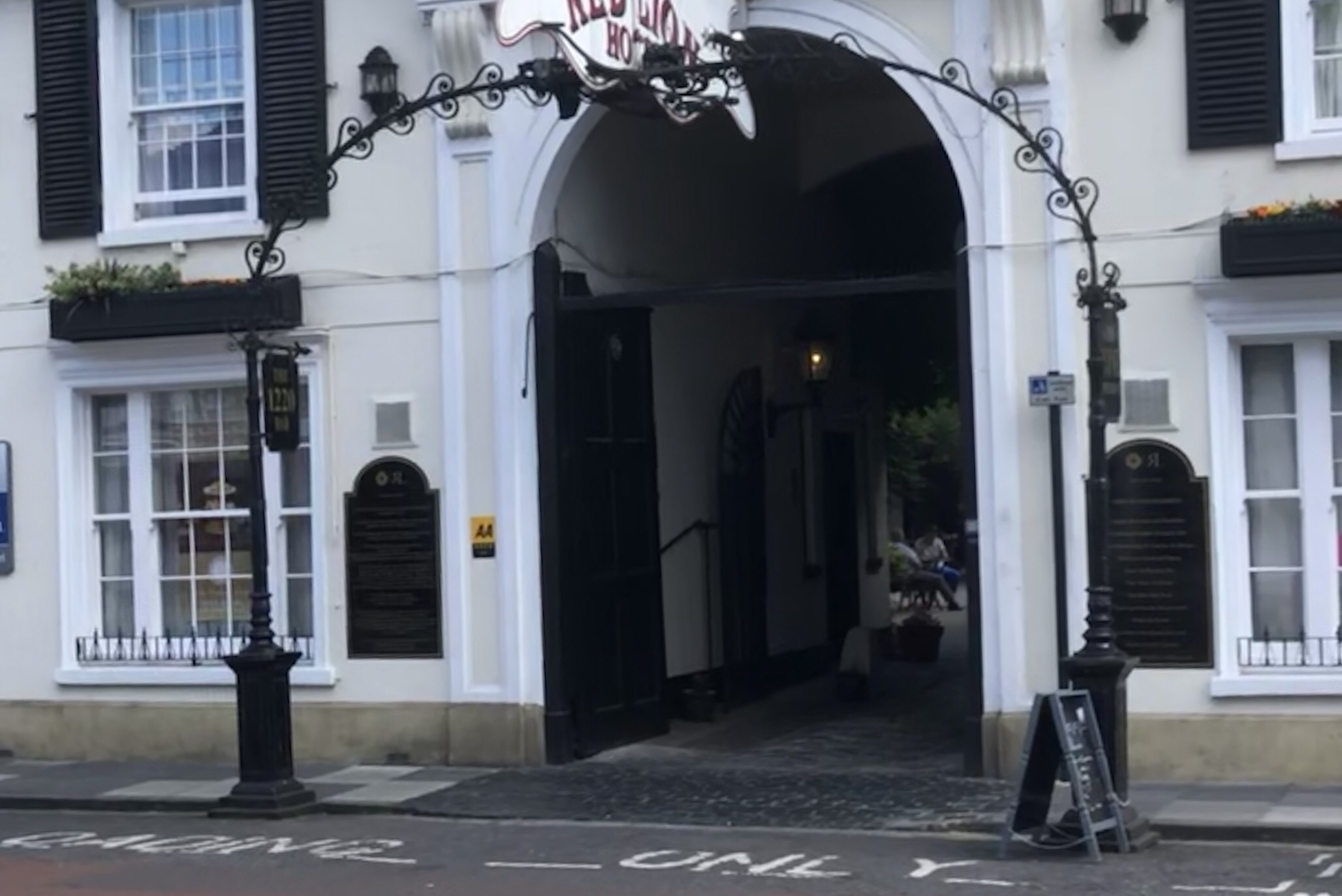
Bogen vor dem Red Lion Hotel, 2019

Der Bogen vor dem Red Lion Hotel ist ein denkmalgeschützter Bogen in Salisbury in England.
Er befindet sich auf der Südseite der Milford Street unmittelbar vor dem The Red Lion Hotel und überspannt die Einfahrt zum Hotel.
Der freistehende, oben abgeflachte Bogen entstand im Jahr 1828 aus Gusseisen und ist mit Rollwerk verziert. Beiderseits am Fuß des Bogens befinden sich Sockel mit quadratischer Grundfläche.
Der Bogen ist seit dem 12. Oktober 1972 als Denkmal gelistet und wird als Bauwerk von nationaler Bedeutung und speziellem Interesse in der Kategorie Grad II der englischen Denkmalliste geführt.